# Мацелис, Иржи
Иржи Мацелис (чеш. Jiří Macelis; 7 января 1923, Ческе-Будеёвице, Ческе-Будеёвице — 16 апреля 1998, Годонин) — чехословацкий хоккеист, выступавший за команду «Ческе-Будеёвице» и национальную сборную Чехословакии. Чемпион мира и Европы 1949 года.

## Биография
Иржи Мацелис родился 7 января 1923 года в Ческе-Будеёвице.
Начал карьеру хоккеиста в 1941 году, в родной команде «Ческе-Будеёвице».
С 1948 по 1949 год Мацелис выступал за сборную Чехословакии по хоккею. В 1949 году стал чемпионом мира и Европы. Всего за сборную провёл 15 игр.
Мацелис в составе чехословацкой сборной должен был защищать выигранный чемпионский титул на чемпионате мира 1950 года в Великобритании, однако после решения правительства практически в последний момент не принимать в нём участия (причиной этого явился отказ в британской визе репортёрам чехословацкого радио) большая часть членов сборной была арестована прямо в ресторане, где они собрались обсудить это событие и, по утверждению следствия вели антиправительственные разговоры и выкрикивали антикоммунистические лозунги.
Иржи Мацелиса, вместе с ещё 10 хоккеистами сборной Чехословакии, арестовали и приговорили к 2 годам лишения свободы. Через 20 месяцев он вышел на свободу и продолжил хоккейную карьеру. Играл за команды «Баник Соколов», «Карловы-Вары», «Татра Колин», «Годонин», завершил карьеру в 1965 году.
После окончания игровой карьеры тренировал команду «Годонин».
Умер 16 апреля 1998 года, в возрасте 75 лет.

## Достижения
- Чемпион мира 1949
- Чемпион Европы 1949